# Балтійський шлях

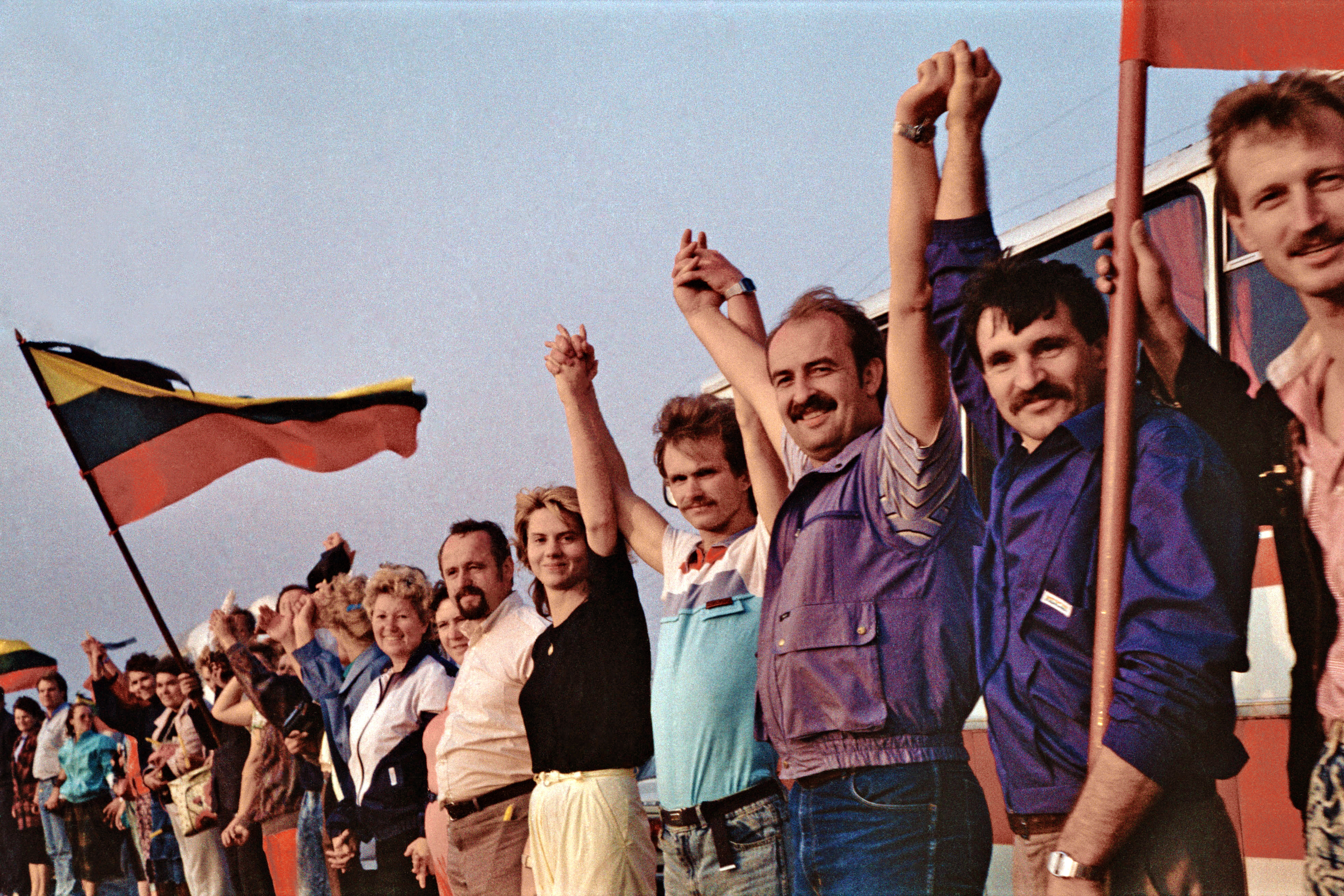
Балтійський шлях у Литві.

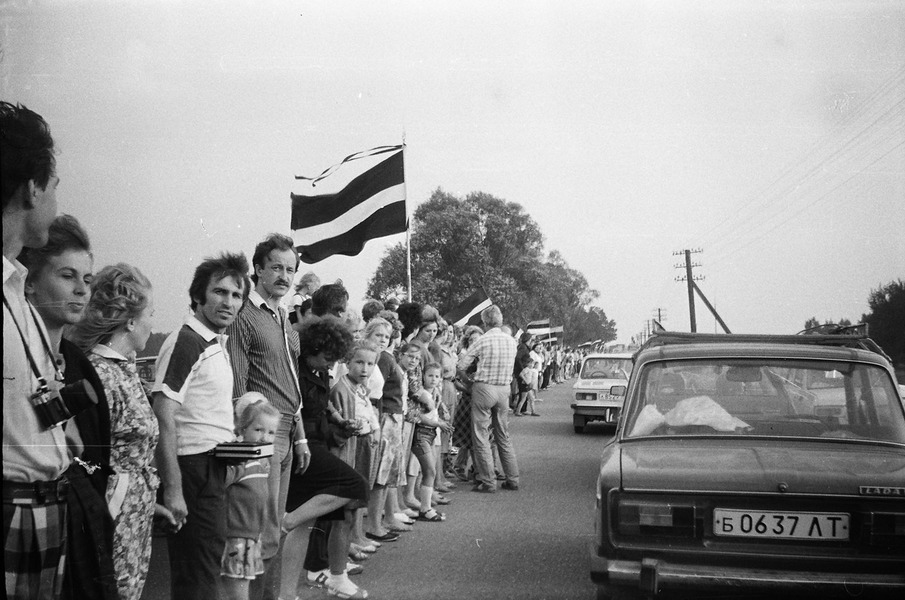
Балтійський шлях у Латвії.

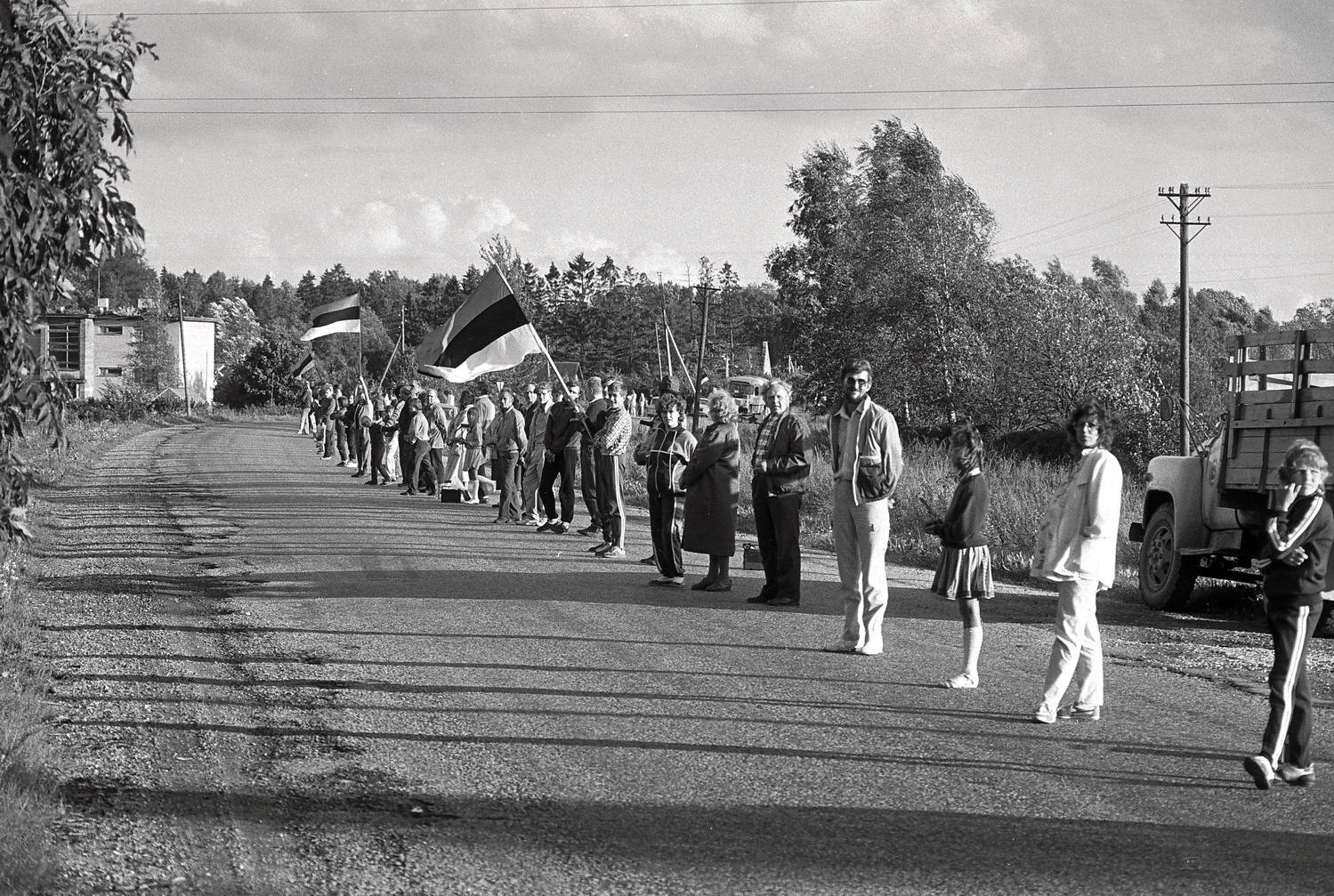
Балтійський шлях в Естонії.

«Балті́йський шля́х» (ест. Balti kett, латис. Baltijas ceļš, лит. Baltijos kelias, (Балтійський ланцюг)) — акція в балтійських РСР, проведена 23 серпня 1989 року.

## Подія
Жителі Литви, Латвії та Естонії, тримаючись за руки, об'єднались у живий ланцюг завдовжки майже 600 км, з'єднавши Таллінн, Ригу і Вільнюс. В акції взяло участь близько двох мільйонів людей.
Це був мирний протест проти розділу Європи та окупації Балтійських країн, проти злочину, вчиненого 1939 року керівництвом сталінського СРСР та гітлерівської Німеччини, що підписали таємний протокол, відомий як Пакт Молотова — Ріббентропа. Учасники акції ставили за мету привернути увагу світової спільноти до історичних подій, від яких постраждали країни Балтії.
В акції взяли участь балтійці, що були змушені емігрувати, разом з тими балтійцями, які залишилися на батьківщині. Акція проводилася на вшанування пам'яті жертв змови нацистів та комуністів: було вшановано загиблих на війні; вбитих у нацистських і комуністичних концтаборах; тих, кого зламали фізично і духовно. Акція стала доказом того, що навіть після півстоліття брехні істина може бути відроджена і перемогти.
Охочі брати участь в акції з'їжджалися як на власному транспорті, так і на наданих державними органами та громадськими організаціями автобусах. З охочих брати участь, якц не потрапили до основного ланцюга, було складено окрему гілку Каунас — Укмерге.
З літаків Ан-2 над ланцюгом людей розкидалися квіти. Незважаючи на заборону "Центру" на польоти в балтійському повітряному просторі, літаки зробили кілька рейсів.

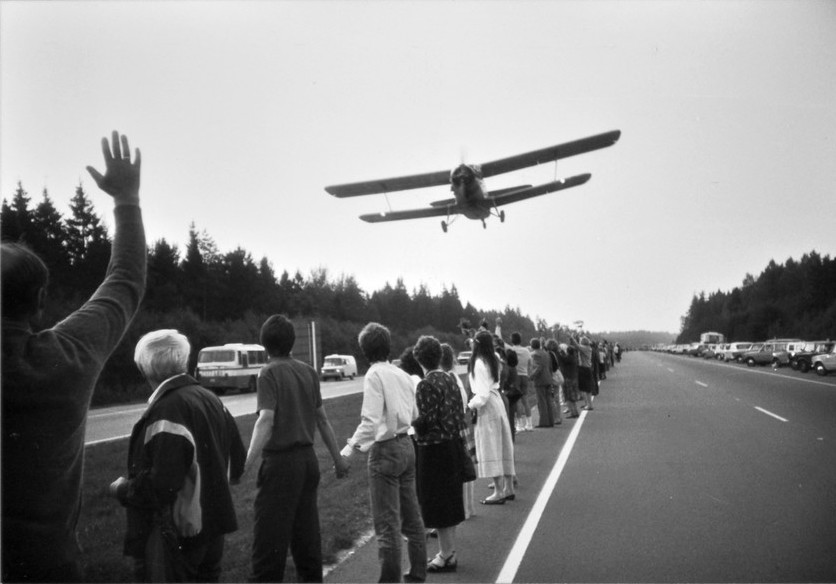
Літак Ан-2 підтримує акцію з повітря.

2009 року організація ЮНЕСКО визнала цю акцію феноменом ненасильницького опору й ухвалила рішення включити документальні матеріали про неї до міжнародного регістру програми «Пам'ять світу».
23 серпня 2014 року о 18:00 на Європейській площі у Києві біля Українського дому, на відзначення 25-річчя Балтійського шляху і у День прапора України, Посольства Литви, Латвії і Естонії організували акцію солідарності — символічний живий ланцюг.
Основною метою акції було показати солідарність з українським народом, продемонструвати необхідність єдності, спираючись на приклад Балтійських країн, вшанувати пам'ять жертв тоталітарного режиму та всіх загиблих за вільне та європейське майбутнє України.
Акція проходила під девізом: «За нашу і вашу свободу! Важливий кожен з нас!»

## Відеохроніка
- Відеохроніка подій Балтійського шляху в Литві, Латвії та Естонії [Архівовано 13 липня 2015 у Wayback Machine.]